# Il giurista
Il Giurista è un dipinto di Giuseppe Arcimboldo del 1566. Misura 64 cm di altezza per 51 cm di larghezza. È conservato nel Museo nazionale di Stoccolma.

## Descrizione, interpretazione e vicende dell'opera
Il dipinto raffigura una figura maschile, ritratto di mezzo profilo, a mezzo busto, con lo sguardo rivolto a sinistra. Il volto del personaggio è costituito da una composizione di pesci e volatili spennati. Egli indossa un berretto nero e una pelliccia, aperta. La parte superiore del corpo è costituita da libri, il petto è formato da una cartella o copertina rigida di un libro, il cui contenuto, dei fogli, fuoriesce parzialmente, andando a costituire il collo del personaggio. I due libri che formano la parte inferiore del busto recano le iscrizioni Isernia e Bartho. L'iscrizione Bartho si riferisce a Bartolo da Sassoferrato (ca. 1314-1357), uno dei più significativi giuristi basso medievali, autore di commentari del Corpus iuris civilis. Isernia si riferisce invece a Andrea da Isernia, anch'egli un importante giurista del Basso Medioevo.
In un articolo del 1902 lo storico dell'arte Olof Granberg (1858-1933) indicò il soggetto del dipinto in Giovanni Calvino. Lo storico dell'arte Sven Alfons (1918-1996) suggerì nel 1957 una nuova interpretazione, secondo la quale il dipinto rappresenterebbe l'avvocato, giurista e umanista Ulrich Zasius. Tale ricostruzione si basa due lettere di personaggi contemporanei ad Arcimboldo, Giovanni Paolo Lomazzo e Gregorio Comanini, che associano il ritratto a Zasius. Arcimboldo avrebbe realizzato il ritratto su richiesta di Massimiliano II d'Asburgo, il cui nonno, Massimiliano I, aveva nominato Zasius consigliere imperiale nel 1508.
Il dipinto faceva parte delle collezioni imperiali custodite presso il castello di Praga. Pervenne in Svezia in seguito al saccheggio della città da parte delle forze svedesi, avvenuto in seguito alla battaglia di Praga del 1648, evento bellico della guerra dei trent'anni. Il dipinto venne trasferito nel 1866 dal castello di Gripsholm al Museo nazionale di Stoccolma.